# 24h Le Mans 1966

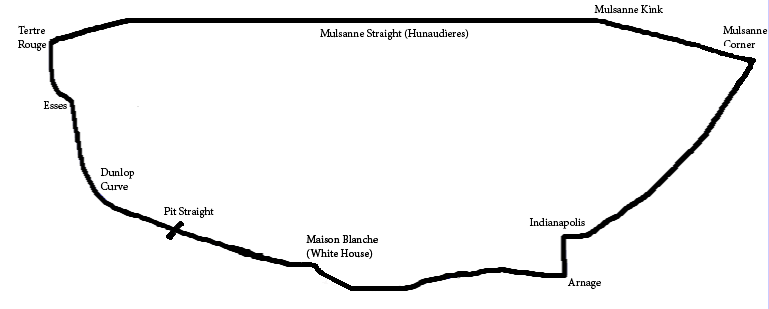
Tor Circuit de la Sarthe

24h Le Mans 1966 – 24–godzinny wyścig rozegrany na torze Circuit de la Sarthe w dniach 18–19 czerwca 1966 roku.

## Wyniki
Źródło: experiencelemans.com
| Poz. | Klasa  | Nr | Zespół                            | Kierowcy                             | Nadwozie                  | Silnik              | Okr. |
| ---- | ------ | -- | --------------------------------- | ------------------------------------ | ------------------------- | ------------------- | ---- |
| 1    | P +5.0 | 2  | Shelby-American Inc.              | Bruce McLaren Chris Amon             | Ford GT40 Mk.II           | Ford 7.0L V8        | 360  |
| 2    | P +5.0 | 1  | Shelby-American Inc.              | Ken Miles Denis Hulme                | Ford GT40 Mk.II           | Ford 7.0L V8        | 360  |
| 3    | P +5.0 | 5  | Holman & Moody / Essex Wire Corp. | Ronnie Bucknum Dick Hutcherson       | Ford GT40 Mk.II           | Ford 7.0L V8        | 348  |
| 4    | P 2.0  | 30 | Porsche System Engineering        | Jo Siffert Colin Davis               | Porsche 906/6L Carrera 6  | Porsche 2.0L Flat-6 | 339  |
| 5    | P 2.0  | 31 | Porsche System Engineering        | Hans Herrmann Herbert Linge          | Porsche 906/6L Carrera 6  | Porsche 2.0L Flat-6 | 338  |
| 6    | P 2.0  | 32 | Porsche System Engineering        | Udo Schütz Peter de Klerk            | Porsche 906/6L Carrera 6  | Porsche 2.0L Flat-6 | 337  |
| 7    | S 2.0  | 58 | Porsche System Engineering        | Günter Klass Rolf Stommelen          | Porsche 906/6L Carrera 6  | Porsche 2.0L Flat-6 | 330  |
| 8    | GT 5.0 | 29 | Maranello Concessionaires         | Piers Courage Roy Pike               | Ferrari 275 GTB/C         | Ferrari 3.3L V12    | 310  |
| 9    | P 1.3  | 62 | Société des Automobiles Alpine    | Henri Grandsire Leo Cella            | Alpine A210               | Renault 1.3L I4     | 311  |
| 10   | GT 5.0 | 57 | Écurie Francorchamps              | Pierre Noblet Claude Dubois          | Ferrari 275 GTB           | Ferrari 3.3L V12    | 310  |
| 11   | P 1.3  | 44 | Ecurie Savin-Calberson            | Jacques Cheinisse Roger Delageneste  | Alpine A210               | Renault 1.3L I4     | 307  |
| 12   | P 1.3  | 45 | Société des Automobiles Alpine    | Guy Verrier Robert Bouharde          | Alpine A210               | Renault 1.3L I4     | 307  |
| 13   | P 1.3  | 46 | Société des Automobiles Alpine    | Mauro Bianchi Jean Vinatier          | Alpine A210               | Renault 1.3L I4     | 306  |
| 14   | GT 2.0 | 35 | „J. Franc”                        | Jacques Dewes Jean Kerguen           | Porsche 911S              | Porsche 2.0L Flat-6 | 284  |
| 15   | P 1.3  | 50 | Jean-Louis Marnat & Cie           | Claude Ballot-Léna Jean-Louis Marnat | Marcos Mini Marcos GT 2+2 | BMC 1.3L I4         | 258  |

### Nie ukończyli
| Poz. | Klasa  | Nr | Zespół                                                   | Kierowcy                                   | Nadwozie                     | Silnik              | Okr. |
| ---- | ------ | -- | -------------------------------------------------------- | ------------------------------------------ | ---------------------------- | ------------------- | ---- |
| 16   | S 2.0  | 33 | Porsche System Engineering                               | Peter Gregg Sten Axelsson                  | Porsche 906/6 Carrera 6      | Porsche 2.0L Flat-6 | 321  |
| 17   | P +5.0 | 3  | Shelby-American Inc.                                     | Dan Gurney Jerry Grant                     | Ford GT40 Mk.II              | Ford 7.0L V8        | 257  |
| 18   | P 1.3  | 49 | Donald Healey Motor Company                              | Paddy Hopkirk Andrew Hedges                | Austin-Healey Sprite Le Mans | BMC 1.3L I4         | 237  |
| 19   | S 5.0  | 14 | Scuderia Filipinetti F.R. English Ltd. / Comstock Racing | Peter Sutcliffe Dieter Spoerry             | Ford GT40 Mk.I               | Ford 4.7L V8        | 233  |
| 20   | P 5.0  | 21 | SpA Ferrari SEFAC                                        | Lorenzo Bandini Jean Guichet               | Ferrari 330 P3               | Ferrari 4.0L V8     | 226  |
| 21   | GT 5.0 | 26 | Ed Hugus                                                 | Gianpiero Bascaldi Michel de Bourbon-Parma | Ferrari 275 GTB              | Ferrari 3.3L V12    | 218  |
| 22   | S 5.0  | 28 | Equipe Nationale Belge                                   | Gustave Gosselin Eric de Keyn              | Ferrari 250LM                | Ferrari 3.3L V12    | 218  |
| 23   | P 1.3  | 47 | Société des Automobiles Alpine                           | Berndt Jansson Pauli Toivonen              | Alpine A210                  | Renault 1.3L I4     | 217  |
| 24   | S 5.0  | 59 | Essex Wire Corporation                                   | Peter Revson Skip Scott                    | Ford GT40 Mk.I               | Ford 4.7L V8        | 212  |
| 25   | S 5.0  | 15 | Ford France S.A.                                         | Guy Ligier Bob Grossman                    | Ford GT40 Mk.I               | Ford 4.7L V8        | 205  |
| 26   | P 5.0  | 19 | Scuderia Filipinetti                                     | Willy Mairesse Herbert Müller              | Ferrari 365 P2/P3            | Ferrari 4.4L V12    | 166  |
| 27   | S 5.0  | 60 | Essex Wire Corporation                                   | Jochen Neerpasch Jacky Ickx                | Ford GT40 Mk.I               | Ford 4.7L V8        | 154  |
| 28   | P 5.0  | 27 | North American Racing Team (NART)                        | Richie Ginther Pedro Rodríguez             | Ferrari 330 P3 Spyder        | Ferrari 4.0L V12    | 151  |
| 29   | P 1.3  | 28 | Donald Healey Motor Company                              | John Rhodes Clive Baker                    | Austin-Healey Sprite Le Mans | BMC 1.3L I4         | 134  |
| 30   | P 5.0  | 17 | Écurie Francorchamps                                     | Jean Blaton Pierre Dumay                   | Ferrari 365 P2/P3            | Ferrari 4.4L V12    | 129  |
| 31   | P 5.0  | 20 | SpA Ferrari SEFAC                                        | Ludovico Scarfiotti Mike Parkes            | Ferrari 330 P3               | Ferrari 4.0L V12    | 123  |
| 32   | P 1.15 | 55 | Société des Automobiles Alpine                           | André de Cortanze Jean-Pierre Hanrioud     | Alpine A210                  | Renault 1.0L I4     | 118  |
| 33   | P 2.0  | 41 | Matra Sports SARL                                        | Johnny Servoz-Gavin Jean-Pierre Beltoise   | Matra MS620                  | BRM 1.9L V8         | 112  |
| 34   | P +5.0 | 9  | Chaparral Cars Inc.                                      | Phil Hill Joakim Bonnier                   | Chaparral 2D                 | Chevrolet 5.4L V8   | 111  |
| 35   | P +5.0 | 7  | Alan Mann Racing Ltd.                                    | Graham Hill Brian Muir                     | Ford GT40 Mk.II              | Ford 7.0L V8        | 110  |
| 36   | P 2.0  | 34 | Auguste Veuillet                                         | Robert Buchet Gerhard Koch                 | Porsche 906/6 Carrera 6      | Porsche 2.0L Flat-6 | 110  |
| 37   | P 2.0  | 42 | Matra Sports SARL                                        | Jo Schlesser Alan Rees                     | Matra MS620                  | BRM 1.9L V8         | 100  |
| 38   | P +5.0 | 6  | Holman & Moody                                           | Mario Andretti Lucien Bianchi              | Ford GT40 Mk.II              | Ford 7.0L V8        | 97   |
| 39   | P 1.15 | 53 | S.E.C. Automobiles CD                                    | Georges Heligouin Jean Rives               | CD SP66                      | Peugeot 1.1L I4     | 91   |
| 40   | P 5.0  | 18 | North American Racing Team (NART)                        | Masten Gregory Bob Bondurant               | Ferrari 365 P2               | Ferrari 4.4L V12    | 88   |
| 41   | P 1.15 | 51 | S.E.C. Automobiles CD                                    | Claude Laurent Jean-Claude Ogier           | CD SP66                      | Peugeot 1.1L I4     | 54   |
| 42   | P 1.3  | 54 | North American Racing Team (NART)                        | François Pasquier Robert Mieusset          | ASA RB613                    | Ferrari 1.3L I4     | 50   |
| 43   | P 5.0  | 24 | Scuderia San Marco                                       | Jean-Claude Sauer Jean de Mortemart        | Serenissima Jungla GT Spyder | ATS 3.5L V8         | 40   |
| 44   | P +5.0 | 11 | Prototip Bizzarrini SAL                                  | Sam Posey Massimo Natili                   | Bizzarrini 5300GT            | Chevrolet 5.4L V8   | 39   |
| 45   | P 2.0  | 43 | Matra Sports SARL                                        | Jean-Pierre Jaussaud Henri Pescarolo       | Matra MS620                  | BRM 1.9L V8         | 38   |
| 46   | P 5.0  | 16 | Maranello Concessionaires                                | Richard Attwood David Piper                | Ferrari 365 P2 Spyder        | Ferrari 4.4L V12    | 33   |
| 47   | P 1.3  | 61 | ASA                                                      | Spartaco Dini Ignazio Giunti               | ASA RB613                    | Ferrari 1.3L I4     | 31   |
| 48   | P +5.0 | 8  | Alan Mann Racing Ltd.                                    | Sir John Whitmore Frank Gardner            | Ford GT40 Mk.II              | Ford 7.0L V8        | 31   |
| 49   | P 1.15 | 52 | S.E.C. Automobiles CD                                    | Pierre Lelong Alain Bertaut                | CD SP66                      | Peugeot 1.1L I4     | 19   |
| 50   | P 2.0  | 36 | Maranello Concessionaires                                | Mike Salmon David Hobbs                    | Ferrari Dino 206S            | Ferrari 2.0L V6     | 14   |
| 51   | P +5.0 | 4  | Holman & Moody                                           | Mark Donohue Paul Hawkins                  | Ford GT40 Mk.II              | Ford 7.0L V8        | 12   |
| 52   | P 2.0  | 38 | North American Racing Team (NART)                        | Charlie Kolb George Follmer                | Ferrari Dino 206S            | Ferrari 2.0L V6     | 9    |
| 53   | P +5.0 | 10 | Prototip Bizzarrini SRL                                  | Edgar Berney André Wicky                   | Bizzarrini P538              | Chevrolet 5.4L V8   | 8    |
| 54   | S 5.0  | 12 | F.R. English Ltd. \ Comstock Racing                      | Innes Ireland Jochen Rindt                 | Ford GT40 Mk.I               | Ford 4.7L V8        | 8    |
| 55   | P 2.0  | 25 | Scuderia San Marco North American Racing Team (NART)     | Nino Vaccarella Mario Casoni               | Ferrari Dino 206S            | Ferrari 2.0L V6     | 7    |